# Báo Java
Báo hoa mai Java (Panthera pardus pardus) là một phân loài báo hoa mai bản địa đảo Java, Indonesia.
Báo hoa mai Java được Liên minh bảo tồn thiên nhiên quốc tế phân loại là loài cực kỳ nguy cấp từ năm 2008. Tổng số lượng ước tính ít hơn 250 cá thể trưởng thành, có xu hướng giảm sút. Tổng cộng môi trường sống còn lại được ước tính chỉ 2.267,9 đến 3.277,3 km2 Báo hoa mai Java là động vật đã vươn lên đỉnh của chuỗi thức ăn trong hệ sinh thái đảo Java kể từ khi phân loài hổ Java tuyệt chủng.

## Đặc điểm
Báo hoa mai Java ban đầu đã được mô tả có màu đen với những đốm đen và mắt màu xám bạc. Báo hoa mai Java có bộ lông đốm bình thường hoặc hoặc kiểu bộ lông theo kiểu hình lặn dẫn đến một tất cả đều có màu đen.

## Phân bố và môi trường sống
Báo hoa mai Java có phạm vi giới hạn trong đảo Java của Indonesia. Chúng hiện diện tại vườn quốc gia Gunung Halimun, vườn quốc gia Ujung Kulon, vườn quốc gia Gunung Gede Pangrango, vườn quốc gia Ceremai, vườn quốc gia Merbabu, vườn quốc gia Merapi, vườn viên quốc gia Bromo Tengger Semeru, vườn quốc gia Meru Betiri, vườn quốc gia Baluran, và vườn quốc gia Alas Purwo. Chúng có thể phát triển mạnh trong nhiều môi trường sống khác nhau, từ các mảng rừng mưa nhiệt đới dày đặc ở phía tây nam của đảo, lên núi, và đến nơi rừng khô cây rụng lá và cây bụi ở phía đông. Trong những năm 1990, chúng dường như đặc biệt phát triển mạnh trong giai đoạn chuỗi của các loại thực vật kế tiếp, mà làm cho chúng ít nhạy cảm hơn so với nhiều động vật có vú khác đối với hoạt động phá hoại của con người
Từ năm 2001 đến năm 2004, nghiên cứu giám sát đã được tiến hành trong 20 km2 diện tích của vườn quốc gia Gunung Halimun sử dụng bẫy ảnh và đài theo dõi. Bảy con báo đã được xác định trong khu vực nghiên cứu. Tổng dân số được ước tính khoảng 42-58 cá thể. Phạm vi nhà của một con báo cái trưởng thành là 9,82 km2.